# Austrofundulus guajira
Espèce
Austrofundulus guajira est une espèce de poissons de la famille des Rivulidae.